# Franz-Xaverius-Kapelle (Lochau)
Die Franz-Xaverius-Kapelle war ein römisch-katholisches Kirchengebäude in Lochau, Vorarlberg, Österreich.

## Lage
Der Kirchenbau lag an der Landstraße (L1) beim Gastgarten der Weinstuben Meßmer (nach 1886 erbaut, ursprünglich Gasthaus zur Krone) auf etwa 415 m ü. A. im Zentrum von Lochau.

## Geschichte
1561 bemühte sich Hans Werner von Raitenau darum, dass die St. Oswald Kapelle im Weiler Hofen zu einer Pfarrkirche für Lochau und Hörbranz erhoben wird. Die Bemühungen waren nicht erfolgreich.
Die Kapelle wurde 1706 durch den Steuereinzieher Georg Hagen und seine Gattin Anna Maria (geb. Dörler) sowie deren Eltern Hans Dörler und Maria (geb. Felder) zu Ehren des Indienmissionars Franz Xaver und der hl. Dreifaltigkeit erbaut und 1728 durch den Bischof eingeweiht. Die erste Messe wurde darin am 24. Februar 1708 gefeiert. Hans Dörler stiftete im Mai 1708 200 Gulden, dass in der Kapelle wöchentlich eine Messe gelesen werde. 1724 wurde die Genehmigung zur Weihe der Kapelle gegeben. 1832 wurde auf Kosten des im Ruhestand befindlichen Priesters Johann Peter Sohm, ehemals Kaplan in Höchst, ein Priesterhaus um 1346 Gulden und 46 Kreuzer gebaut, das Grundstück von Josef Hehle unentgeltlich überlassen. Das Vermögen der Kapelle betrug 1837 1257 Gulden und 58 Kreuzer, 1849 schon rund 1700 Gulden.
Als die neue Pfarrkirche Lochau, die ebenfalls dem hl. Franz-Xaver geweiht ist, 1849 eingeweiht wurde, wurde diese Kapelle profaniert. Diese Kapelle gilt als die Urzelle der Entwicklung der Kirchengeschichte und des Ortskern des heutigen Dorfs Lochau, welches ursprünglich nur einer von mehreren Weilern im Gericht Hofrieden war.
Die Kapelle wurde 1913 durch Mathias Meßmer größtenteils abgebrochen.